# Lophoplatystoma congolense
Lophoplatystoma congolense är en tvåvingeart som beskrevs av Steyskal 1965. Lophoplatystoma congolense ingår i släktet Lophoplatystoma och familjen bredmunsflugor.
Artens utbredningsområde är Kongo. Inga underarter finns listade i Catalogue of Life.